# California Nights
California Nights — третий студийный альбом американского рок-дуэта Best Coast, изданный 1 мая 2015 года на лейбле Harvest Records. Его продюсером выступил Уолли Гейгел, который также продюсировал EP дуэта 2013 года Fade Away.
Пластинка получила в целом благоприятные отзывы музыкальных критиков.

## История
Группа анонсировала альбом вместе с датами гастролей и выпуском «мечтательного» видео режиссёра Адама Хардинга на заглавный трек, который также послужил лид-синглом. На официальном сайте группы вокалистка Бетани Косентино описала подход группы к созданию альбома, заявив: «В Лос-Анджелесе есть настоящая тьма, которую не увидишь, если не знаешь, куда смотреть. Мы сознательно решили исследовать эту тему и поиграть с ней при создании альбома. Мы были связаны с идеей о том, что все может выглядеть или звучать весело и жизнерадостно, но на самом деле это не всегда так».

## Отзывы
| Совокупная оценка    | Совокупная оценка |
| Источник             | Оценка            |
| -------------------- | ----------------- |
| Metacritic           | 69/100            |
| Оценки критиков      |                   |
| Источник             | Оценка            |
| AllMusic             | [ 6 ]             |
| Consequence of Sound | B−                |
| Drowned in Sound     | 5/10              |
| The Guardian         | [ 9 ]             |
| Los Angeles Times    | [ 10 ]            |
| NME                  | 7/10              |
| Pitchfork            | 6.4/10            |
| PopMatters           | 7/10              |
| Rolling Stone        | [ 13 ]            |
| Spin                 | 8/10              |

Альбом получил положительные отзывы музыкальной критики и интернет-изданий. На сайте Metacritic, который присваивает нормализованный рейтинг из 100 баллов рецензиям основных критиков, альбом получил средний балл 69 на основе 26 профессиональных рецензий, что означает «благоприятные отзывы».

## Список композиций
Слова и музыка всех песен — Bethany Cosentino.
| №                   | Название                | Длительность |
| ------------------- | ----------------------- | ------------ |
| 1.                  | «Feeling Ok»            | 3:16         |
| 2.                  | «Fine Without You»      | 3:21         |
| 3.                  | «Heaven Sent»           | 3:25         |
| 4.                  | «In My Eyes»            | 3:46         |
| 5.                  | «So Unaware»            | 3:03         |
| 6.                  | «When Will I Change»    | 3:52         |
| 7.                  | «Jealousy»              | 3:27         |
| 8.                  | «California Nights»     | 5:11         |
| 9.                  | «Fading Fast»           | 2:11         |
| 10.                 | «Run Through My Head»   | 4:00         |
| 11.                 | «Sleep Won't Ever Come» | 3:58         |
| 12.                 | «Wasted Time»           | 3:52         |
| Общая длительность: | Общая длительность:     | 43:22        |

## Чарты
| Чарт (2015)                            | Высшая позиция |
| -------------------------------------- | -------------- |
| Австралия (ARIA)                       | 43             |
| США (Billboard 200)                    | 53             |
| США (Billboard Independent Albums)     | 3              |
| США (Billboard Top Alternative Albums) | 4              |
| США (Billboard Top Rock Albums)        | 5              |